# Канберра (аэропорт)

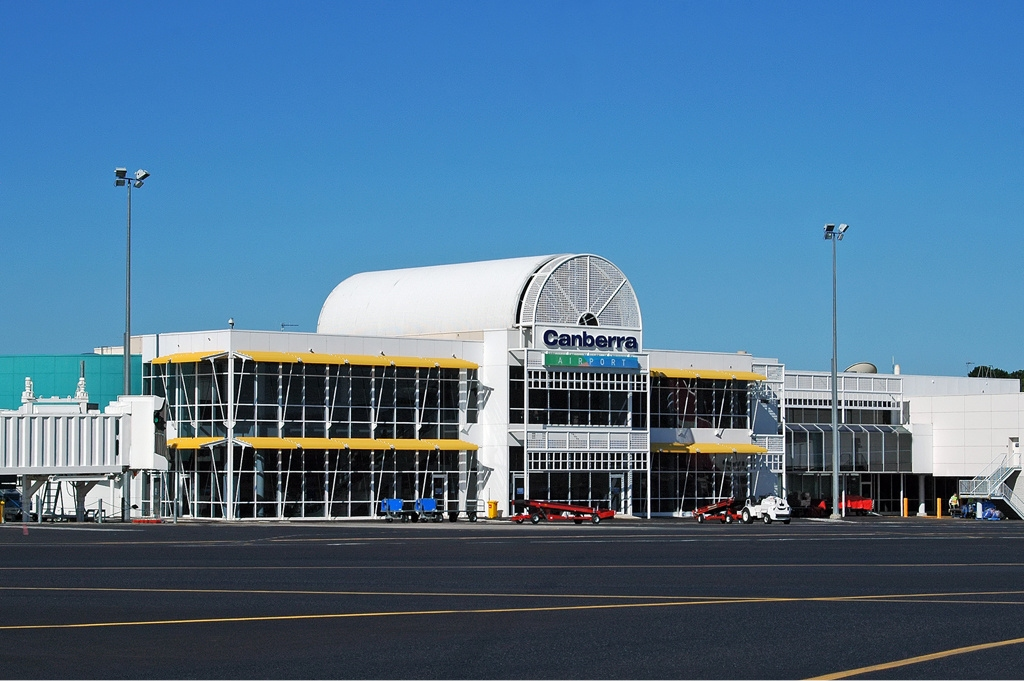
Здание нового терминала

Международный Аэропорт города Канберра (англ. Canberra International Airport) чаще называемый просто Аэропорт города Канберра — аэропорт, обслуживающий столицу Австралии Канберру, а также город Квинбиан, Новый Южный Уэльс. Располагается в восточной части Северной Канберры и является восьмым по загруженности аэропортом Австралии. Аэропорт Канберры — узловой аэропорт для авиакомпании Brindabella Airlines.
Несмотря на то, что международные рейсы из аэропорта не производятся, в 2004 году авиакомпания Air Pacific производила полёты по маршруту Канберра-Фиджи. Аэропорт управляется компанией Canberra Airport Group Pty Ltd., Аэропорт обслуживает внутренние авиарейсы в основном Восточного побережья. В 2009 году началась крупномасштабная реконструкция основного терминала аэропорта, В ноябре 2010 года было сдано Южное Крыло терминала, Западное крыло терминала сдано к конце 2012 года. Открытие аэропорта после реконструкции состоялось в 2013 году.
Аэропорт Канберры располагается на пересечении двух основных магистралей города в 8-10 минутах езды от его центра, и в 10 минутах от Квинбиана.

## История
Аэропорт был построен на месте старой взлётно-посадочной полосы, которая была заложена в 1920-х годах. В 1939 году он был передан в ведение RAAF, а площадь была арендована для нужд гражданской авиации.
13 августа 1940 года самолёт Lockheed Hudson, летевший из Мельбурна, врезался в небольшой холм к востоку от аэропорта. В результате трагедии погибли четыре члена экипажа и шесть пассажиров.
В 1988 году терминалы западной части были модернизированы. К 1994 году аэропорт Канберры был седьмым по загруженности в Австралии, обслуживая 1,4 миллиона пассажиров ежегодно. 
В 1998 году права на аренду аэропорта были проданы компании Canberra International Airport Pty Ltd.
В июле 2004 года Air Pacific инициировала запуск еженедельных рейсов в Нади, однако эта идея оказалась неудачной. В 2006 году главная взлётно-посадочная полоса была модернизирована для обслуживания более тяжёлых самолётов.
В 2002 и 2007 годах аэропорт был признан «Аэропортом Года».

### Период модернизации и международные перевозки
В начале декабря 2007 года было объявлено о планах строительства нового терминала, который должен был быть возведён к сентябрю 2010 года. Однако работы были отложены по причине глобального экономического кризиса.
С улучшением финансовых возможностей было объявлено о том, что 350 миллионов долларов будут потрачены на новый терминал и иные сопутствующие инфраструктурные проекты.
Строительство южного вестибюля терминала было завершёно в конце 2010 года, в то время как западный вестибюль был частично открыт лишь в марте 2013 года и завершён к ноябрю того же года. В целом, площадь помещений была увеличена на 65%, в четыре раза расширились возможности залов ожидания аэропорта.
Кроме того, в декабре 2008 года был разработан проект по строительству скоростной железной дороги, которая свяжет воедино аэропорты Канберры, Сиднея и Мельбурна. Проект должен был помочь аэропорту Канберры стать вторым крупнейшим аэропортом Австралии и разгрузить перегруженный аэропорт «Кингсфорд Смит». Однако проект оказался слишком дорогостоящим и не смог привлечь спонсоров.
В январе 2016 года авиакомпания Singapore Airlines объявила о запуске рейсов из Сингапура в Веллингтон через Канберру на самолётах Boeing 777-200ER, получивших название «Столичный экспресс». В феврале 2018 года Qatar Airways запустила ежедневные рейсы между Канберрой и Дохой через Сидней.
24 января 2018 года авиакомпания Singapore Airlines выпустила заявление о том, что 30 апреля прекращает обслуживание рейсов из Канберры в Веллингтон. С 1 мая были налажены ежедневные рейсы Сингапур-Сидней-Канберра-Сингапур с использованием самолета Boeing 777-300ER.

## Авиакомпании и направления

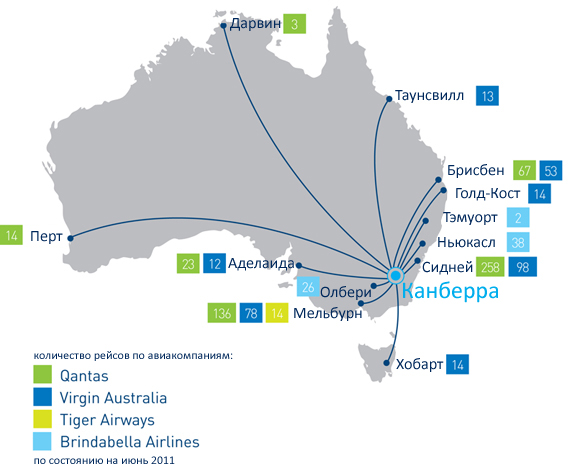
Маршруты внутренних авиалиний (2011)

Источник:  

## Технические данные
Аэропорт располагает двумя ВПП с асфальтовым покрытием: 17/35 (3283 м) и 12/30 (1679 м).
Установленные маршруты в районе аэродрома проходят в основном над сельскими и промышленными районами, но при заходе с юга самолёты пролетают над пригородом Квинбиана.
В связи с ростом пассажиропотока, правительством Нового Южного Уэльса был введен комендантский час на полёты в южном направлении. В 2008 году был введен комендантский час на полёты над Канберрой с 11 вечера до 6 утра.

## Аэровокзальный комплекс

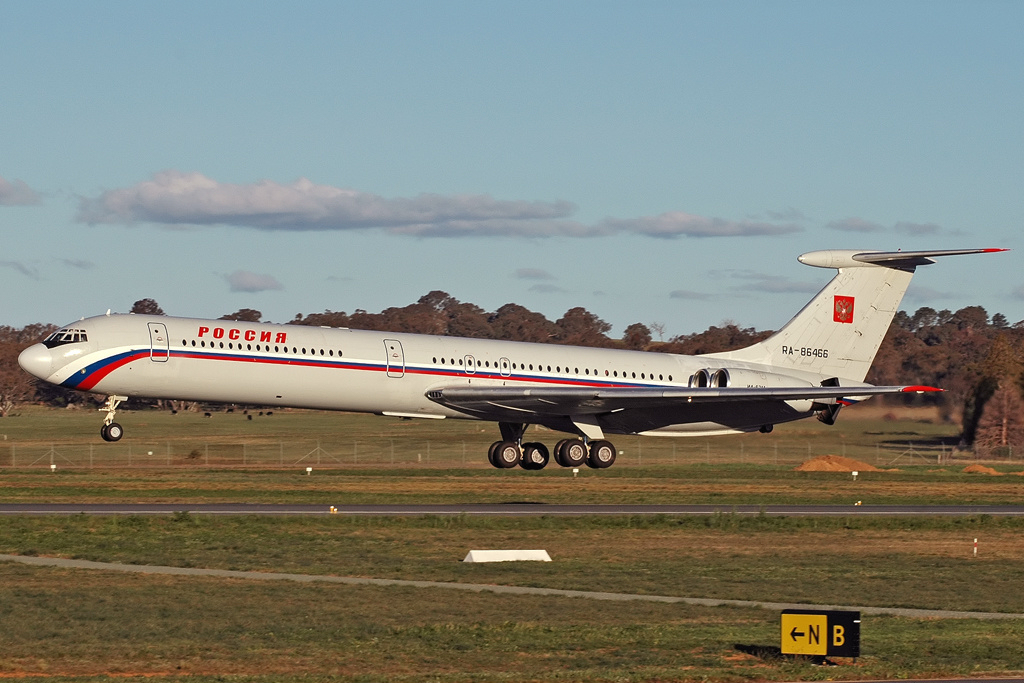
Ил-62 а/к «Россия» в аэропорту Канберры, 2007

### Терминал Qantas
Бывший терминал авиакомпании Qantas, располагавшийся в западном крыле здания, снесён в 2011 году. Посадка на рейсы авиакомпаний Qantas, QantasLink и Brindabella Airlines выполняются из нового южного терминала.

### Основной терминал
Расположен в восточной стороне главного здания. Обслуживает рейсы авиакомпании Virgin Australia и Tiger Airways. До 2001 года терминал обслуживал рейсы авиакомпании Ansett Australia. 
На его территории располагался зал «Клуба Virgin Australia». Терминал был снесён в июне 2013 года после открытия южного терминала.

### Южное крыло основного терминала
Было введено в эксплуатацию 14 ноября 2010 года. На территории крыла производится регистрация на рейсы авиакомпаний Qantas, Tiger Airways, Virgin Australia и Brindabella Airlines. Однако посадка производится только для пассажиров авиакомпании Qantas. 
На территории крыла располагается 3 зала «Клуба Qantas».

### Западное крыло основного терминала
Западное крыло открылось в марте 2013 года и соединяется с южным. Оно включает в себя зал «Клуба Virgin» на 300 мест.
Западное крыло было построено с помещениями для таможенных, иммиграционных и карантинных служб. Эти зоны были открыты тогда, когда авиакомпания Singapore Airlines запустила свои рейсы в Веллингтон и Сингапур.

## Транспорт
Добраться до аэропорта можно на личном автотранспорте либо на такси. На специальных стоянках возле здания аэропорта можно воспользоваться услугами такси, либо заказать машину в пункте проката.
В дневное время до Сити и обратно курсируют маршрутные такси. Автобус 834 курсирует до Квинбиана.
Аэропорт и компания ACTION, обслуживающая городские автобусные маршруты, не имеют договора о сотрудничестве. Поэтому добраться из города до аэропорта и обратно общественным транспортом невозможно. По рабочим дням в районе аэропорта останавливаются пять маршрутов из Сити в Белконнен (10), Кунгахлин (757), Туккеранонг (786), Уэстон-Крик (28) и обратно. Последние три маршрута, а также кольцевой (737) курсируют только утром и вечером. Однако остановки общественного транспорта находятся на довольно приличном расстоянии от терминала, что делает их неудобными, в особенности для пассажиров с багажом.

## Статистика аэропорта

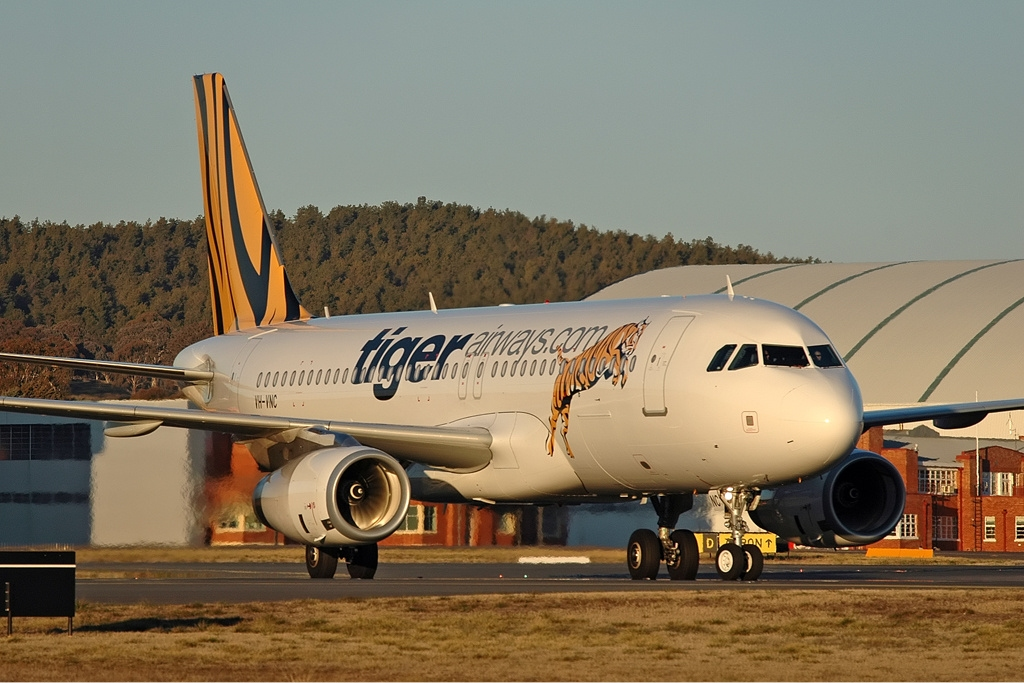
Airbus A320 авиакомпании Tiger Airways

### Общая статистика
Данные из запроса в Викиданные.

### Внутренние авиаперевозки

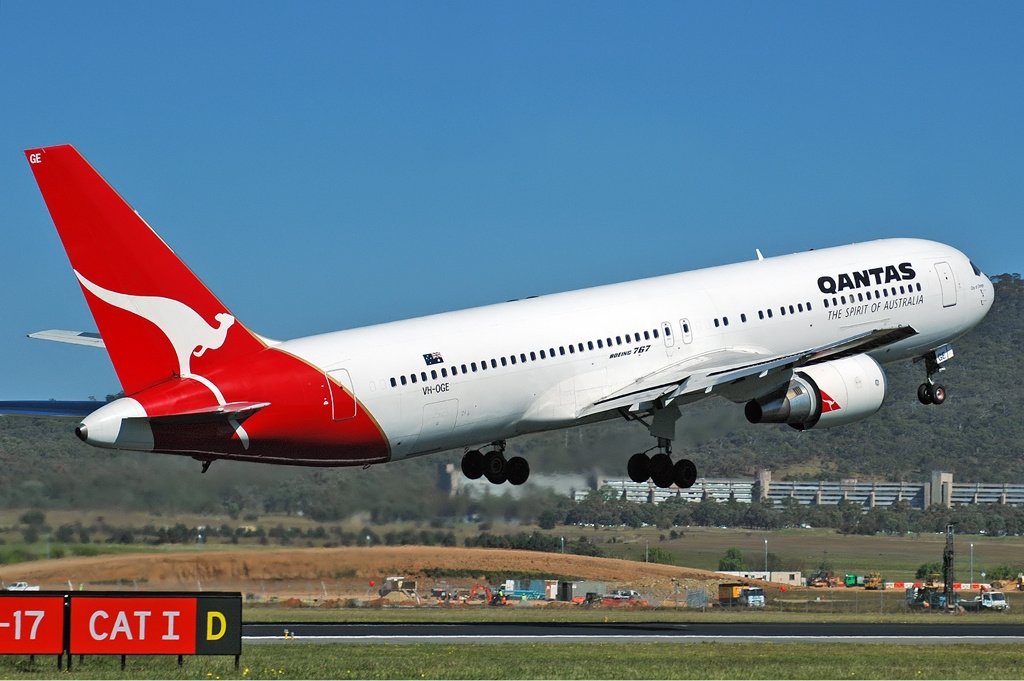
Boeing 767-300ER авиакомпании Qantas

| Место | Аэропорт  | Пассажиры (чел.) | Динамика (%) |
| ----- | --------- | ---------------- | ------------ |
| 1     | Мельбурн  | 227 000          | ▼77,3        |
| 2     | Сидней    | 166 000          | н/д          |
| 3     | Голд-Кост | 99 200           | н/д          |

| Место | Аэропорт  | Пассажиры (чел.) | Динамика (%) |
| ----- | --------- | ---------------- | ------------ |
| 1     | Сидней    | 29 100           | н/д          |
| 2     | Мельбурн  | 16 400           | ▲181,6       |
| 3     | Голд-Кост | 11 800           | н/д          |